# Maistrale
Maistrale és el sobrenom de l'escriptor cors Dumenicu Antone Versini (Marignana, 1872 - Ajaccio, 1950). Important poeta, va prendre el seu sobrenom en honor de l'autor occità Frederic Mistral. Fou un dels fundadors amb Petru Rocca de la revista A Muvra el 1928 i col·laborà amb el Partit Cors d'Acció.

## Obres
- Canzone corse - Una Ciucciata, cumidiola (1922)
- A Letia, San Roccu è San Martinu (1923)
- Risa è Canti
- Una prucissione in Soccia (1924)
- L'Appitittu di Calabraga (1925)
- A cumuna di Parapiglia
- Lettare à Lumbrigone (1926)
- E Canzone di Maistrale (1926)
- A Corsica paese per paese (1928)